# ヌーノ・メンデス
ヌーノ・アレシャンドレ・タヴァレス・メンデス（Nuno Alexandre Tavares Mendes , 2002年6月19日 - ）は、ポルトガル・リスボン県シントラ出身のサッカー選手。ポルトガル代表。パリ・サンジェルマンFC所属。ポジションはDF。

## 経歴

### クラブ
2012年にスポルティング・クルーベ・デ・ポルトゥガルのユースアカデミーに入所。2018年からユース世代のポルトガル代表に招集され、プロデビュー前からマンチェスター・ユナイテッドFCなどの各国のビッグクラブからの注目を集める。2019-20シーズン終盤にトップチームに昇格。2020年6月12日のFCパソス・デ・フェレイラ戦でプロデビュー。以降先発に定着し、同シーズンはリーグ戦9試合に出場。10月4日のポルティモネンセSC戦ではプロ初ゴールを記録。2020-21シーズンは更に評価を高め、シーズン中にもかかわらずレアル・マドリードやマンチェスター・シティFC、リヴァプールFC、レスター・シティFCなどからの関心が報じられる。同シーズンはプリメイラ・リーガ19年ぶりの優勝。国内カップ戦タッサ・ダ・リーガでも優勝し、二冠を達成した。
2021年8月31日、パリ・サンジェルマンFCに2022年6月30日までの買い取りオプション付きのレンタル移籍が発表された。
2022年5月31日、パリ・サンジェルマンはヌーノの買取オプションの発動を決定。2026年まで契約を締結した。

### 代表
2018年からユース世代のポルトガル代表に招集され、2021年3月には18歳でフル代表に初招集。同月24日の2022 FIFAワールドカップ・ヨーロッパ予選のアゼルバイジャン戦で、代表デビュー戦で先発で起用され、デビュー戦を1-0の完封勝利で飾った。

## 人物
- 両親はアンゴラからの移民で、同国の国籍も所有している。

- メンデスはポルトガルのシントラに生まれ、アンゴラにルーツを持つ家庭で育った[13]。幼少期には経済的に恵まれず、サッカーシューズがない時期もあったが、チームメイトの母親から貸してもらうなどしてプレーを続けたとされる[14]。

- 11歳のときには、学校帰りに自分の後をつけてくる人物に気づき、泥棒あるいはストーカーだと勘違いして恐怖を感じ、慌てて家に逃げ帰ったという逸話がある。ところが、その人物はスポルティングCPのスカウトであり、メンデスの才能を見込んで声をかけようとしていたことが後に判明した[15]。

- 2025年にはブラジル人モデルのタリャータ・シルバとの交際が報じられている[13]。

## 個人成績

### クラブ
2023年6月30日現在
| クラブ                      | シーズン     | リーグ戦           | リーグ戦 | リーグ戦 | 国内カップ | 国内カップ | リーグカップ | リーグカップ | 国際大会 | 国際大会 | その他 | その他 | 合計 | 合計 |
| クラブ                      | シーズン     | ディヴィジョン     | 出場     | 得点     | 出場       | 得点       | 出場         | 得点         | 出場     | 得点     | 出場   | 得点   | 出場 | 得点 |
| --------------------------- | ------------ | ------------------ | -------- | -------- | ---------- | ---------- | ------------ | ------------ | -------- | -------- | ------ | ------ | ---- | ---- |
| スポルティングCP            | 2019-20      | プリメイラ・リーガ | 9        | 0        | 0          | 0          | 0            | 0            | 0        | 0        | 0      | 0      | 9    | 0    |
| スポルティングCP            | 2020-21      | プリメイラ・リーガ | 29       | 1        | 2          | 0          | 2            | 0            | 2        | 0        | -      | -      | 35   | 1    |
| スポルティングCP            | 2021-22      | プリメイラ・リーガ | 2        | 0        | 0          | 0          | 0            | 0            | 0        | 0        | 1      | 0      | 3    | 0    |
| スポルティングCP            | クラブ通算   | クラブ通算         | 40       | 1        | 2          | 0          | 2            | 0            | 2        | 0        | 1      | 0      | 47   | 1    |
| パリ・サンジェルマン (loan) | 2021-22      | リーグ・アン       | 27       | 0        | 2          | 0          | -            | -            | 8        | 0        | -      | -      | 37   | 0    |
| パリ・サンジェルマン        | 2022-23      | リーグ・アン       | 23       | 1        | 2          | 0          | -            | -            | 6        | 1        | 1      | 0      | 32   | 2    |
| パリ・サンジェルマン        | クラブ通算   | クラブ通算         | 50       | 1        | 4          | 0          | 0            | 0            | 14       | 1        | 1      | 0      | 69   | 2    |
| キャリア通算                | キャリア通算 | キャリア通算       | 90       | 2        | 6          | 0          | 2            | 0            | 16       | 1        | 2      | 0      | 116  | 3    |

## 代表歴

### 出場大会
- ポルトガル代表
  - 2022 FIFAワールドカップ

### 試合数
- 国際Aマッチ 19試合 0得点（2021年-）[16]

| ポルトガル代表 | 国際Aマッチ | 国際Aマッチ |
| 年             | 出場        | 得点        |
| -------------- | ----------- | ----------- |
| 2021           | 11          | 0           |
| 2022           | 7           | 0           |
| 2023           | 1           | 0           |
| 2024           |             |             |
| 通算           | 19          | 0           |

## タイトル

### クラブ
スポルティング・クルーベ・デ・ポルトゥガル
- プリメイラ・リーガ : 1回 (2020-21)
- タッサ・ダ・リーガ : 1回 (2020-21)

パリ・サンジェルマンFC
- リーグ・アン : 2回 (2021-22, 2022-23)
- トロフェ・デ・シャンピオン : 1回 (2022)

### 個人
- リーグ・アン年間最優秀若手選手賞 : 1回 (2022-23)